# Чиркейське водосховище
Чирке́йське водосховище (рос. Чиркейское водохранилище) — штучна водойма, високогірне водосховище на території Дагестану Російської Федерації. Є найбільшим водосховищем Північного Кавказу, належить до глибоководних.

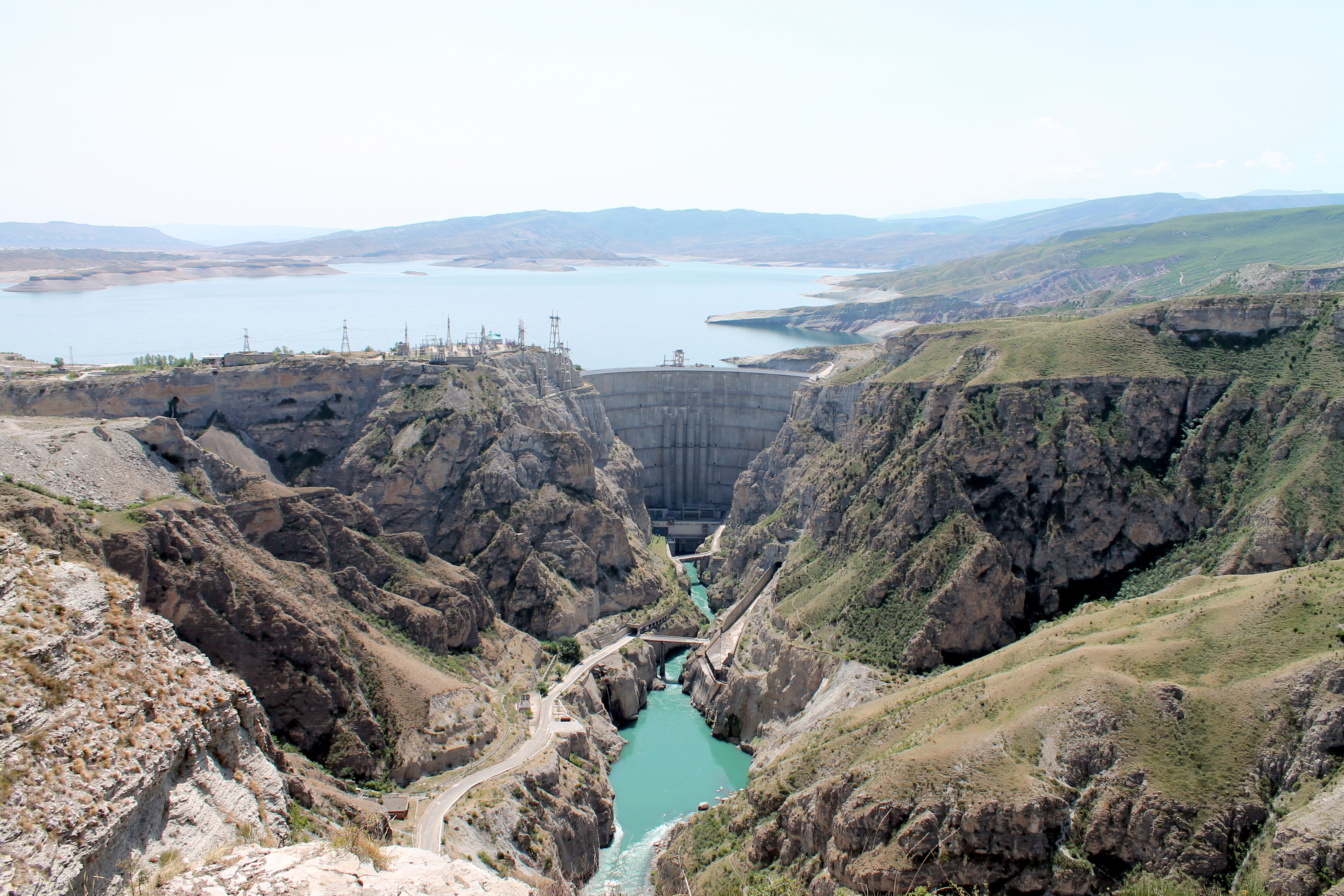
Річка Сулак витікає із греблі

Заповнення водою проходило упродовж 27 років і досягло максимальної відмітки у 1978 році. Водосховище збудовано перед греблею Чиркейської ГЕС, яка створена для виробництва електроенергії. При заповненні водою у зону підтоплення потрапили старе село Чиркей, яке дало назву водоймі (воно було переселено), та селище енергетиків Дружба. Вода використовується також для питного, комунального та промислового водопостачання сусідніх населених пунктів, для зрошування сільськогосподарських угідь. Будівництво водосховище вплинуло на мікроклімат регіону, він став м'якішим, влітку водойма піддається «цвітінню води». Окрім того відбувається накопичення шкідливих хімічних речовин у водоймі, що зумовлене інтенсивним викидом неочищених вод й річки Сулацького басейну до греблі Чиркейської ГЕС.
За своєю формою водосховище поділяється на дві частини:
- ділянка, розташована вище 148 км по річці Сулак протяжність 28 км — має вигляд річкового русла;
- пригреблівська ділянка — являє собою озероподібну водойму завдовжки до 8 км, завширшки 3-5 км та завглибшки до 120 м[3].

Водосховище має рибогосподарське значення. Перші риборозвідницькі установи з'явились на берегах водойми у 1983 році. За два роки двічі було проведено зарибнення мальками севанської форелі (Salmo ischchan). 1986 року було проведено заселення води кормовими ракоподібними. 2008 року проводилось повторне зарибнення фореллю. На сьогодні тут зустрічаються 8 видів риб — сазан, головень європейський, карась, краснопірка, марена звичайна, форель, окунь та верховодка звичайна; серед них домінують окунь та верховодка.
Відомий краєзнавець М. М. Ельдаров у своїй книзі «Пам'ятники природи Дагестану» писав про водосховище:
|  | За казковою красою ці місця можна порівняти лише з відомим каньйоном річки Колорадо у Північній Америці або ж з прославленими фіордами північної частини Скандинавського півострова Оригінальний текст (рос.) По сказочной красоте эти места можно сравнить лишь со знаменитым каньоном реки Колорадо в Северной Америке или же с прославленными фьордами северной части Скандинавского полуострова |